# Cardiomya obliqua
Cardiomya obliqua is een tweekleppigensoort uit de familie van de Cuspidariidae. De wetenschappelijke naam van de soort is voor het eerst geldig gepubliceerd in 1985 door de Boer.